# Eagle of the Night
Eagle of the Night é um seriado estadunidense de 1928, gênero aventura, dirigido por James F. Fulton, em 10 capítulos, estrelado por Frank Clarke e Shirley Palmer. Único seriado produzido pela H. V. Productions, foi distribuído pela Pathé Exchange, veiculou nos cinemas estadunidenses entre 21 de outubro e 23 de dezembro de 1928.

## Sinopse
Um inventor (Josef Swickard) criou um sistema de camuflagem para silenciar o motor de aviões, e tal invenção é roubada por bandidos, que a pretendem usar para o crime. Frank Clarke, um aviador na vida real, estrela como o herói que também tem um romance com a filha do cientista.

## Detalhes da produção
As acrobacias de aviação e a fotografia são impressionantes, e o local de filmagem é a Califórnia. Este parece ser o único filme dirigido por James F. Jimmie Fulton, pois a maioria de seus créditos são como um ator.
Este seriado é considerado parcialmente perdido. As cópias do seriado que sobreviveram estão incompletas, faltam alguns trechos (metade dos capítulos 3 e 6, todo o capítulo 7, 8, e 9, e o início do 10º e último capítulo). Os trechos sobreviventes englobam 1 hora e 50 minutos.
Em 2009 foi lançado um DVD pela Grapevine, com os 110 minutos sobreviventes.
O ator Earl Metcalfe morreu aos 39 anos em 26 de janeiro de 1928 Burbank, Califórnia, em um acidente ocorrido durante filmagens de um filme de aviação em Burbank, Califórnia. Talvez este acidente tenha acontecido durante a filmagem de um dos seus últimos dois filmes porque ambos estão localizados no ambiente de aviação - infelizmente não existem informações mais específicas sobre as circunstâncias da sua morte. Presume-se que tenha sido durante a gravação do seriado Eagle of the Night (1928), pois estava acompanhado de Roy Wilson, que também atuou nesse seriado. Na ocasião do acidente, Metcalfe estava tendo lições de aviação, e estava sentado no cockpit atrás de seu instrutor, Roy Wilson, em sua quarta aula. Wilson relatou para a polícia que, repentinamente, o avião entrou em “double roll” e, quando foi controlado, Metcalfe já não estava, havia caído.

## Elenco
- Frank Clarke[9]
- Shirley Palmer
- Earl Metcalfe
- Josef Swickard
- Maurice Costello
- Max Hawley
- Roy Wilson
- Jack Richardson

## Capítulos
1. The Death Plunge
2. Snatched Into Space
3. Trapped in the Flames
4. Dead Wings
5. The Brink of Eternity
6. The Fangs of the Wolf
7. The Sky Hitcher
8. The March of Death
9. Headlong to Earth
10. No Man's Land

Fonte: 